# Aviaco
Aviaco (исп. Aviación y Comercio — AVIACO, S.A.) — бывшая испанская авиакомпания, созданная 18 февраля 1948 года и прекратившая деятельность 1 сентября 1999 года.

## История
Компания Aviaco была основана после заключения Института промышленности Испании (INI) о том, что национальная авиакомпания Iberia Airlines не в состоянии удовлетворить быстрорастущий спрос на авиаперевозки внутри страны вследствие практически полной ориентации на прибыльные направления Латинской Америки и, в особенности, на маршруты в Буэнос-Айрес и Монтевидео.
Авиаперевозки новой компании начались в сентябре 1948 года рейсами Бильбао-Мадрид и Бильбао-Барселона на трёх грузовых и трёх пассажирских самолётах Bristol 170. В 1965 году был создан координационный совет авиакомпаний Aviaco и «Иберия» для работы над задачами взаимоисключения конкурирующих между собой рейсов этих компаний.
Самолёт авиакомпании Aviaco был первым рейсом, который приземлился в только построенный аэропорт Ла-Корунья.
До начала 1980-х годов Aviaco была одной из самых динамично развивающихся авиакомпаний Европы, выполняя как чартерные рейсы в Пальму, Тенерифе и Жирону, так и регулярные рейсы в почти каждый провинциальный аэропорт Европы. С Aviaco подписали договора на эксклюзивные перевозки такие крупные туроператоры, как Thomson, Enterprise, Cosmos и ILG. Объединение туроператоров ILG (Instasun, Lancaster, Global и Sol) вообще отдало Aviaco чартерные перевозки из всех аэропортов Великобритании, в которые не летала авиакомпания Air Europa.
Несмотря на то, что Aviaco на международных линиях заработала себе нехорошую репутацию эксплуатацией относительно старых самолётов Дуглас DC-9, посредственным сервисом на борту и постоянными задержками рейсов, её репутация среди многочисленных европейских туристов к концу 70-х годов приобрела культовый статус.
В течение 1980-х годов более 60 % акций Aviaco были приобретены её прямым конкурентом — «Иберией», и с этого времени рейсы авиакомпании ограничиваются малозначимыми внутренними маршрутами, в то время как «Иберия» забрала под себя все международные и наиболее доходные внутренние направления такие, как рейсы Мадрид-Барселона. В этот период деятельность Aviaco сосредоточена в основном на чартерных перевозках (закончившихся в 1988 году с созданием авиакомпании VIVA Air) и на внутренних рейсах в средние и малые аэропорты Испании.

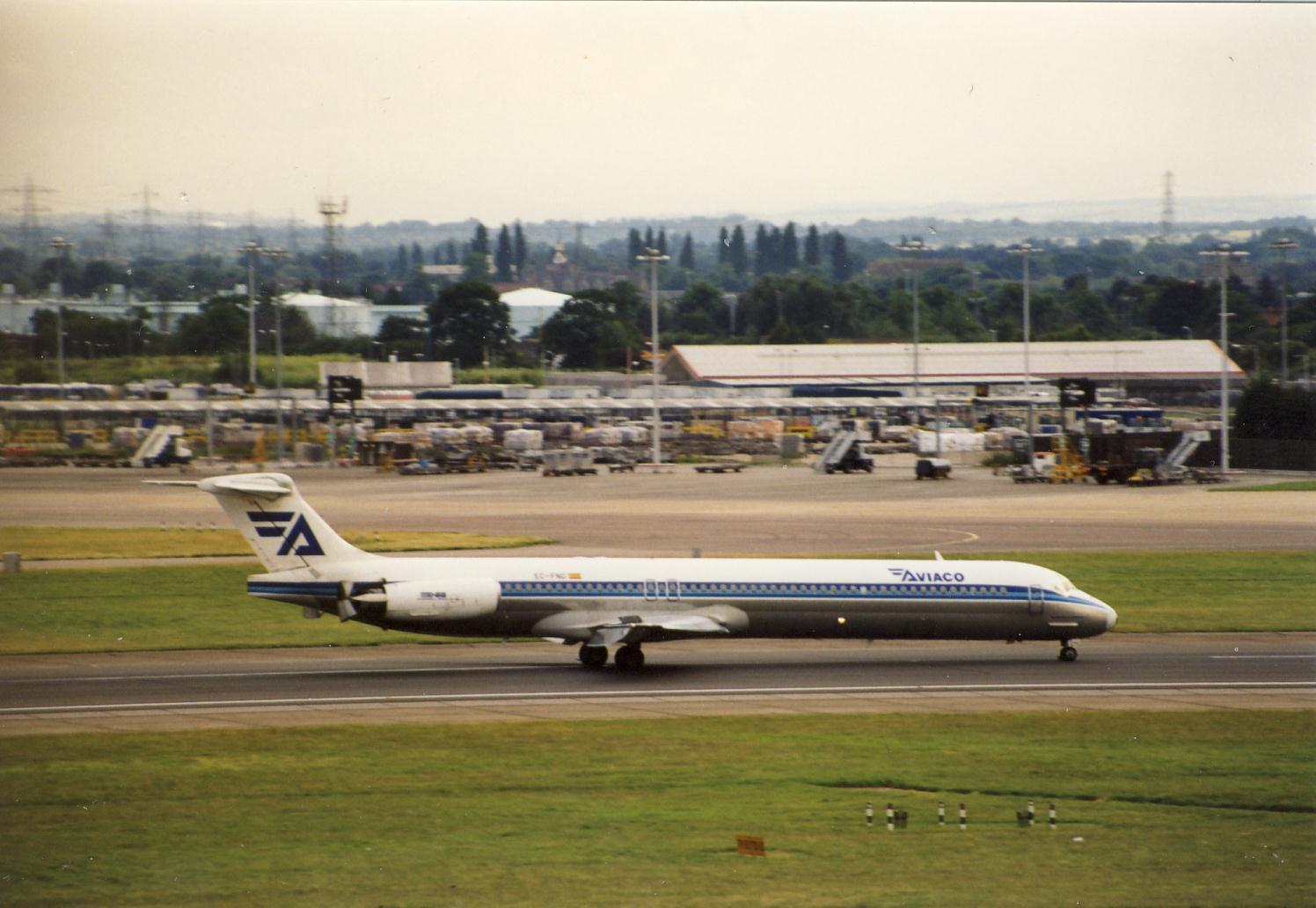
McDonnell Douglas MD-88 Aviaco

В конце 1990-х «Иберия» провела масштабную реорганизацию своих подразделений, филиалов и дочерних авиакомпаний, в результате чего Aviaco полностью прекратила операционную деятельность 1 сентября 1999 года.

## Авиапроисшествия и несчастные случаи
- 04.12.1953, Мартин Сомосьера, Испания. Bristol-170 (EC-AEG), жертв 23 из 23
- 09.05.1957, Барахас, Испания. Bristol-170 (EC-ADI), жертв 37 из 37
- 14.04.1958, Кастелл де Фелс, Испания. de Havilland DH-114 (EC-ANJ), жертв 16 из 16
- 04.12.1958, Гуадаррама, Испания. SNCASE Languedoc (EC-ANR), жертв 21 из 21
- 06.07.1972, Лас Пальмас, Канарские острова. Дуглас DC-8-52 (EC-ARA), жертв 10 из 10
- 13.08.1973, Ла Корунда, Испания. SE210 Caravelle 85 (EC-BIC), жертв 85 из 85
- 07.12.1983, Мадрид, Испания. Дуглас DC-9-32 (EC-CGS), жертв 42 из 42
- 17.02.1990, Махон, Испания. Дуглас DC-9-32 (EC-BIQ), жертв 0 из 89
- 30.03.1992, Гранада, Испания. Дуглас DC-9-32 (EC-BYH), жертв 0 из 99
- 21.03.1994, Виго, Испания. Дуглас DC-9-32 (EC-CLE), жертв 0 из 116.[1]